# Kodak EasyShare V1253
Kodak EasyShare V1253 — цифровой ультра-компактный карманный 12.0 мегапиксельный фотоаппарат серии «V» фирмы Kodak с зум-объективом.
Анонс — 27 августа 2007 года.

## Особенности
Kodak EasyShare V1253 способен записывать видеоклипы с HD-качеством (1280 × 720 px) и стереозвуком. На лицевой панели фотоаппарата расположены два микрофона.

## Галерея

Вид спереди
Вид снизу
Вид сзади

Вид сверху
Фото объектива
Маркировка

## Технические характеристики
| Разное                                        | Разное |
| --------------------------------------------- | --- |
| Зум                                           | 3× оптический, 5× цифровой, общий диапазон зумирования 15×                                                                                           |
| Стабилизация изображения                      | цифровая |
| Фокусировка                                   | |
| Тип                                           | TTL-AF (автоматическая фокусировка через съёмочный объектив)                                                                                         |
| Системы автофокусировки                       | обычная, макро, на бесконечность |
| Режимы автофокусировки                        | покадровая и непрерывная |
| Диапазон фокусировки                          | авто: от 0,6 м до бесконечности широкоугольное положение в режиме макро: 5-70 см макро (телеположение): 40—70 см                                     |
| Зоны автофокусировки                          | многозонная TTL-автофокусировка (5 зон) и по центральной зоне                                                                                        |
| Вспомогательный луч света для автофокусировки | есть |
| Ручная фокусировка                            | нет |
| Физические параметры                          | |
| Интерфейсы ввода-вывода                       | аудио/видеовыход (NTSC или PAL, выбирается пользователем), разъём KODAK для подключения док-камеры или док-принтера, цифровой разъём, разъём USB 2.0 |
| Элементы управления                           | кнопка затвора, авто/сюжетные программы, избранное, видео, питание, вспышка, зум, меню, просмотр, Share, удаление, пятипозиционный джойстик          |
| Питание                                       | Li-Ion аккумулятор KODAK (KLIC 7004), 5 В сетевой адаптер, через USB-шнур (зарядка аккумулятора), через опциональную док-станцию KODAK EASYSHARE     |
| Штативное гнездо                              | 1/4 дюйма |